# سالم المالك
سالم بن محمد المالك المدير العام منظمة العالم الإسلامي للتربية والعلوم والثقافة (الإيسيسكو) منذ 9 مايو 2019.

## المسار الدراسي
- طبيب تخصص في الحساسية والمناعة.
- حاصل على البورد الأمريكي والبورد العربي في طب الأطفال
- حاصل على البورد الأمريكي في طب الحساسية والمناعة والزمالة الكندية في الحساسية والمناعة من جامعة مانيتوبا.
- حاصل على درجة الماجستير في الإدارة والسياسات الصحية من جامعة هارفرد، وشهادة الزمالة الإدارية للأطباء التنفيذيين، ودبلوم الإدارة الطبية.

## المسار المهني
شغل الدكتور سالم بن محمد المالك عددا من المناصب:
- المستشار والمشرف العام على الإدارة العامة للتعاون الدولي والشراكات ومستشارا لوزير التعليم للشؤون الصحية بوزارة التعليم في المملكة العربية السعودية.
- أمين عام اللجنة الوطنية السعودية للتربية والثقافة والعلوم.
- استشاري حساسية ومناعة في مدينة الملك عبد العزيز الطبية في الحرس الوطني.
- رئيس قطاع الصناعات المعرفية في الهيئة العامة للاستثمار بالمملكة العربية السعودية.
- ترأس فريق تطوير استراتيجية الصناعة القائمة على المعرفة، وتمكن خلال عمله في الهيئة من جذب استثمارات محورية جديدة للمملكة.
- نائب المدير التنفيذي للخدمات الطبية في المنطقة الوسطى في الشؤون الصحية بالحرس الوطني السعودي لمدة تسع سنوات على التوالي.
- أستاذ مساعد غير متفرغ في جامعة الفيصل بالمملكة العربية السعودية.
- عين واحدا ضمن أربعة أساتذة سعوديين كلفوا بوضع الأفكار الأولية والخطة الأساسية لجامعة الملك عبد الله للعلوم والتقنية في المملكة العربية السعودية.
- طور مجموعة من المناهج والاستراتيجيات المبتكرة لخدمة الرعاية الصحية من خلال الاستفادة من المصادر والحد الأدنى من التكاليف.
- طور الشراكات التعليمية، وتبني المبادرات مع جهات ومؤسسات تعليمية عالمية لفتح قنوات جديدة لبرنامج خادم الحرمين الشريفين للابتعاث الخارجي حيث وصل عدد المبتعثين 160000 مبتعثاً في أنحاء العالم.
- أنجز برامج توأمة مع عدد من الجامعات العالمية، وقاد مفاوضات أدت إلى أكثر من 45 اتفاقية علمية تعليمية بين وزارة التعليم السعودية ونظيراتها في الدول الأخرى، وعقود خدمات بين الجامعات السعودية وأبرز الجامعات العالمية.
- اختير مستشارا لشركة أرامكو وجامعة الملك عبد الله للعلوم والتقنية، ومستشارا لجامعة الملك سعود.
- أشرف على المؤتمر والمعرض الدولي للتعليم العالي في المملكة العربية السعودية خلال الأعوام العشرة الماضية.
- أشرف على مشاركات المملكة العربية السعودية السنوية في معارض الكتاب الدولية في 32 دولة.
- اعتمد طبيبا إداريا من الكلية الأمريكية للأطباء التنفيذيين بعد حصوله على الشهادات المعتمدة لذلك.
- عمل مستشارا لمنظمة الصحة العالمية وهيئة الاعتماد الأمريكية للمنشآت الصحية العالمية، وعمل مستشارا لفترة زمنية محدودة لعدد من منظمات الرعاية الصحية والدولية.
- قدم دورات وورش عمل تدريبية، منها: "استراتيجيات التحكم في التكلفة وتحسين الجودة لمدراء الرعاية الصحية"، وسجلت الدورة حضوراً متميزاً، وحصلت على تقويم يساوي 12 ساعة معتمدة من أكاديمية التعليم الأمريكية الدولية.
- حاضر في العديد من المؤتمرات المحلية والدولية، وأشرف على عدد من المؤتمرات منها منتدى نور منتدى المعرفة الدولي.

## العضويات:
- عضو في مجلس إدارة هيئة الهلال الأحمر السعودي.
- عضو مجموعة الأغر وبعض المؤسسات العالمية.
- عضو لجنة تطوير النظام الوطني للإبداع والابتكار الذي تبنته مدينة الملك عبد العزيز للعلوم والتقنية، وساهم في اختيار الأعضاء للهيئات الاستشارية الدولية لعدد من الجامعات السعودية.
- عضو في بعض الجمعيات واللجان المحلية في المملكة العربية السعودية.
- عضو مجمع الفقه الإسلامي الدولي المنبثق عن منظمة التعاون الإسلامي.

## الدكتوراه الفخرية:
·       الدكتوراه الفخرية في الآداب من جامعة كوڤنتري البريطانية (13 نوفمبر 2020)
·       الدكتوراه الفخرية من جامعة أوراسيا بكازاخستان (13 أكتوبر 2022)
·       الدكتوراه الفخرية من جامعة قائد أعظم الباكستانية (22 مارس 2023)

## الجوائز والميداليات:
- جائزة القيادة العالمية للحكامة الرشيدة 2021 (25 مايو 2021)

الجهة المانهحة: مؤسسة كامبريدج البريطانية
- ميدالية الشرف للاحتفالية الكازاخستانية (15 سبتمبر 2022)

المانح: رئيس جمهورية كازاخستان
- ميدالية "شوشا" (20 نوفمبر 2022)

الجهة المانحة: وزارة الثقافة بجمهورية أذربيجان
- ميدالية تذكارية من جمهورية القمر المتحدة (24 يوليو 2023)

المانح: رئيس جمهورية القمر المتحدة
- جائزة جوستينا موتال الدولية لتأهيل المرأة والقيادة الأيقونية (22 أكتوبر 2023)

الجهة المانحة: مؤسسة جوستينا موتال
- جائزة أفضل قيادي لعام 2023 (21 نوفمبر 2023)

الجهة المانحة: المنتدى العالمي للاستثمار الملائكي
- وسام الأسد الوطني برتبة قائد (9 يناير 2024): قلد فخامة الرئيس ماكي سال، رئيس جمهورية السنغال، الدكتور سالم المالك، وسام الأسد الوطني برتبة قائد، الذي يعد أحد أرفع الأوسمة التي يمنحها الرئيس السنغالي للشخصيات الدولية، وذلك تقديرا لجهوده في دعم تطوير مجالات التربية والتعليم والعلوم والثقافة بدول العالم الإسلامي، وتعزيز السلام، وترسيخ قيم التعايش والحوار الحضاري، وقيادته الإيسيسكو لتصبح منارة إشعاع حضاري دولي.

## أعماله ومؤلفاته:
- الكراسي العلمية في الخارج
- تعليم اللغة العربية لغير الناطقين بها
- الخط العربي
- الجوائز العلمية العالمية في المملكة العربية السعودية
- لمحات عن التعليم العالي في المملكة العربية السعودية
- مرآة الأيام
- ديوان شعر يجمع قصائد (الخميسيات) التي نظم أبياتها على مدار ست سنوات

## حياته الشخصية:
- الدكتور المالك متزوج وله 5 أبناء، ولدان وثلاث بنات.